# Roland Burger
Roland Burger Rouquet (1932-2005) fue un deportista francés que compitió en judo.
Ganó una medalla de bronce en el Campeonato Europeo de Judo de 1958, en la categoría 3.er dan. Fijó su residencia en España en 1958, siendo pionero del judo en España. Trabajó para la Real Federación Española de Judo.

## Palmarés internacional
| Campeonato Europeo | Campeonato Europeo | Campeonato Europeo | Campeonato Europeo |
| Año                | Lugar              | Medalla            | Categoría          |
| ------------------ | ------------------ | ------------------ | ------------------ |
| 1958               | Barcelona (España) | Medalla de bronce  | 3.er dan           |